# Марковников Володимир Васильович
Володимир Васильович Марковников (рос. Владимир Васильевич Марковников; 13 (25) грудня 1837, Княгинін, Нижньогородська губернія — 29 січня (11 лютого) 1904, Москва) — російський хімік. Представник казанської школи хіміків-органіків. Почесний член Університету св. Володимира та Харківського університету.
Розвинув теорію хімічної будови органічних сполук. Сформулював власне правило про направлення хімічних реакцій заміщення, відщеплення та приєднання за подвійним зв'язком і ізомеризації залежно від їх хімічної будови, нині відоме як правило Марковникова. Виявив новий клас вуглеводнів — нафтени. Основоположник наукового напряму — нафтохімії.
Найвідоміший з-поміж учнів Олександра Бутлерова.

## Життєпис
Народився у дворянській родині в місті Княгинін (нині місто Княгиніно Нижньогородської області). Закінчив у 1856 році середній навчальний заклад Нижнього Новгорода, який по типу наближався до класичних гімназій, однак був інститутом. Вступив до Імператорського Казанського університету, який у 1860 році успішно закінчив. З 1862 року читав у цьому ж університеті лекції, викладав.
У 1865 році захистив магістерську дисертацію, яка була присвячена ізомерії насичених кислот. Після захисту декілька років працював за кордоном у лабораторіях Беєра, Ерленмеєра та Кольбе в Берліні, Мюнхені та Лейпцизі.
У 1868 році разом з Дмитром Менделєєвим, Олександром Воскресенським, Петром Алексєєвим та іншими вченими заснував Російське хімічне товариство.
У 1869 році захистив докторську дисертацію, яка була присвячена впливу атомів у хімічних сполуках. Присвоєно звання професора.
У 1871 році на знак протесту проти відсторонення від посади Петра Лесгафта та накладення на нього заборони викладати — разом з групою вчених покинув Казанський університет. Того ж року запрошений до Новоросійського університету (нині Одеський національний університет імені І. І. Мечникова), де очолив кафедру хімії. Тут працював до 1873 року. За короткий час перебування в Одесі виконав п'ять циклів дослідження, присвячених взаємному перетворенню ізомерів альдегідів і карбонових кислот.
У 1873 році переїхав до Москви. З того часу постійно працював у Московському університеті.
Помер у 1904 році. Похований у Москві на Ваганьковському кладовищі.

### Сім'я
У 1864 році одружився з Любов'ю Ричковою (онукою історика Петра Ричкова), яка народила сина — Миколу Марковникова, відомого російського архітектора.

## Наукова діяльність
Наукові дослідження вченого були присвячені розвитку теорії хімічної будови, вивченню нафти й аліциклічних вуглеводнів.
У 1865 році на прикладі масляних і ізомасляних кислот вперше показав існування ізомерії серед жирних кислот.
У 1869 році, у своїй дисертаційній роботі, яка ґрунтувалася на основі поглядів Олександра Бутлерова, шляхом експериментальних досліджень виявив ряд закономірностей, що стосуються реакцій заміщення, приєднання і розщеплення. Започаткував принцип в органічній хімії, що використовується нині для передбачення регіоселективності реакції приєднання протонних кислот і води до несиметричних алкенів і алкінів, й іменується на честь нього.
У 1870-х роках отримав усі передбачені теорією будови ізомерні двохосновні кислоти.
З початку 1880-х років систематично досліджував кавказьку нафту. Відкрив вуглеводні нового класу, яким дав назву нафтени, виділив з нафти ароматичні вуглеводні і виявив їх здатність давати з вуглеводнями інших класів азеотропні суміші. Вивчав Астраханські соляні озера з метою використання солей у промисловості.
У 1890 році синтезував аліциклічні сполуки з циклами у 4, 7 та 8 атомів карбону та дослідив сполуки з циклами у 5 та 6 атомів карбону, що були вперше синтезовані Вільямом Перкіним та Миколою Зелінським.
У 1892—1893 роках описав умови та характер полімеризації семичленного циклу в шестичленний.

### Вибрані праці
- Нормальный курс аналитической химии. Для высших и средних учебных заведений и фармацевтов. Ч. I. Качественный анализ. — М., 1877. — 120 с.
- Появление чумы в России и средства предохраниться от нее / Соч. Проф. Моск. ун-та Вл. Марковникова и д-ра П. Отрадинского. — М., 1879. — 40 с
- Исследование кавказской нефти / Соч. Вл. Марковникова и Вл. Оглоблина. — СПб., 1883. — 79 с.
- Нафтены и их производные в общей системе органических соединений. — М., 1892. — 44 с.
- Исторический очерк химии в Московском университете // Ломоносовский сборник. — М., 1901.